# S:t Erik (fartyg)

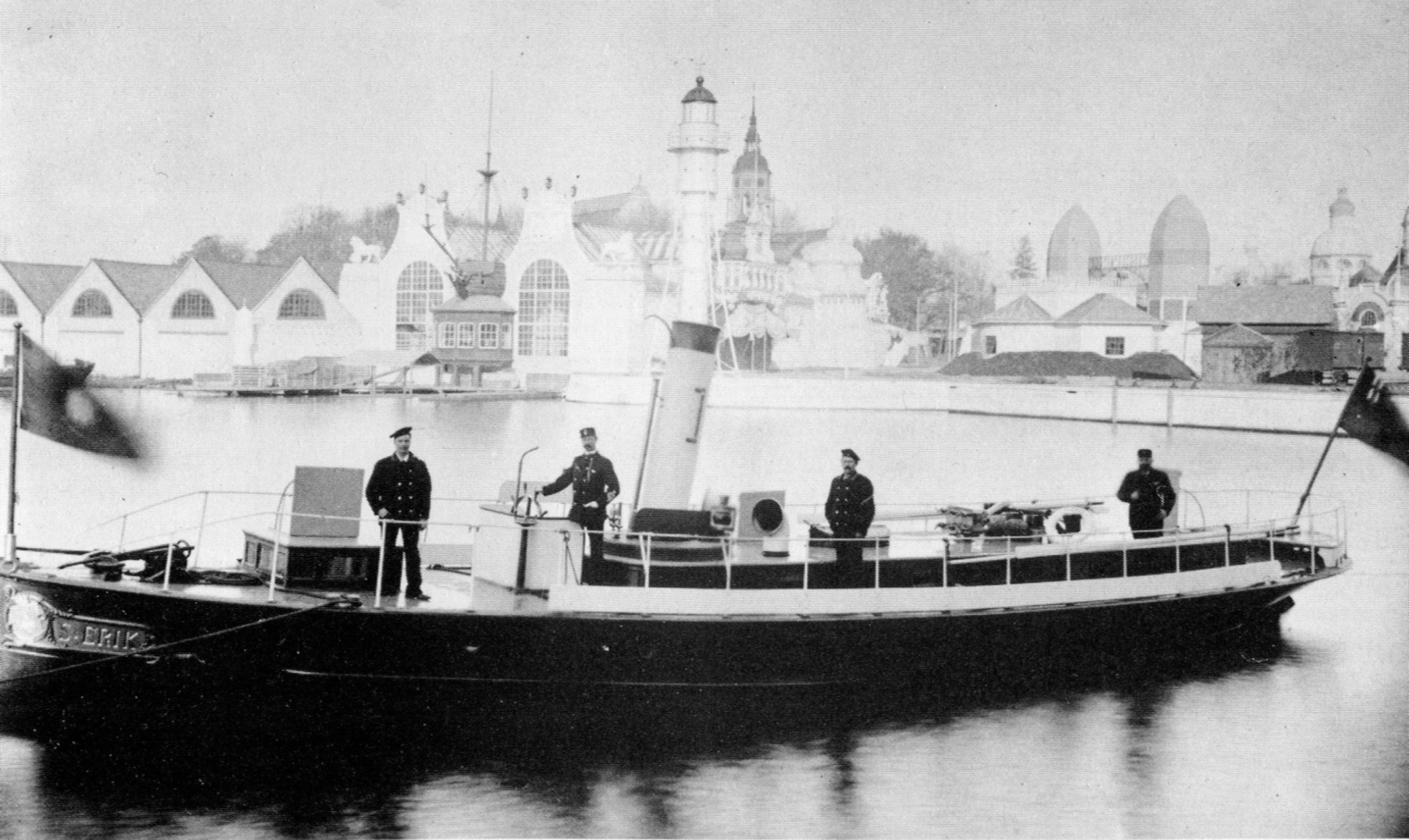
Sjöångsprutan S:t Erik vid Allmänna konst- och industriutställningen 1897.

S:t Erik var ett ångdrivet släckningsfartyg som gjorde tjänst inom Stockholms brandförsvar mellan åren 1880 och 1932. Efter många ägarbyten och ombyggnader kulturmärktes hon av 
Statens maritima och transporthistoriska museer och nyttjades för charter- och räkkryssningar. Hon ägdes från år 2011 till 2015 av Grebys Rederi AB i Grebbestad och gick under namnet Af Grebbestad. Idag är hon restaurangfartyg i Köpenhamn under namnet Christianshavnerfærgen och k-märkningen är borttagen.

## Historik

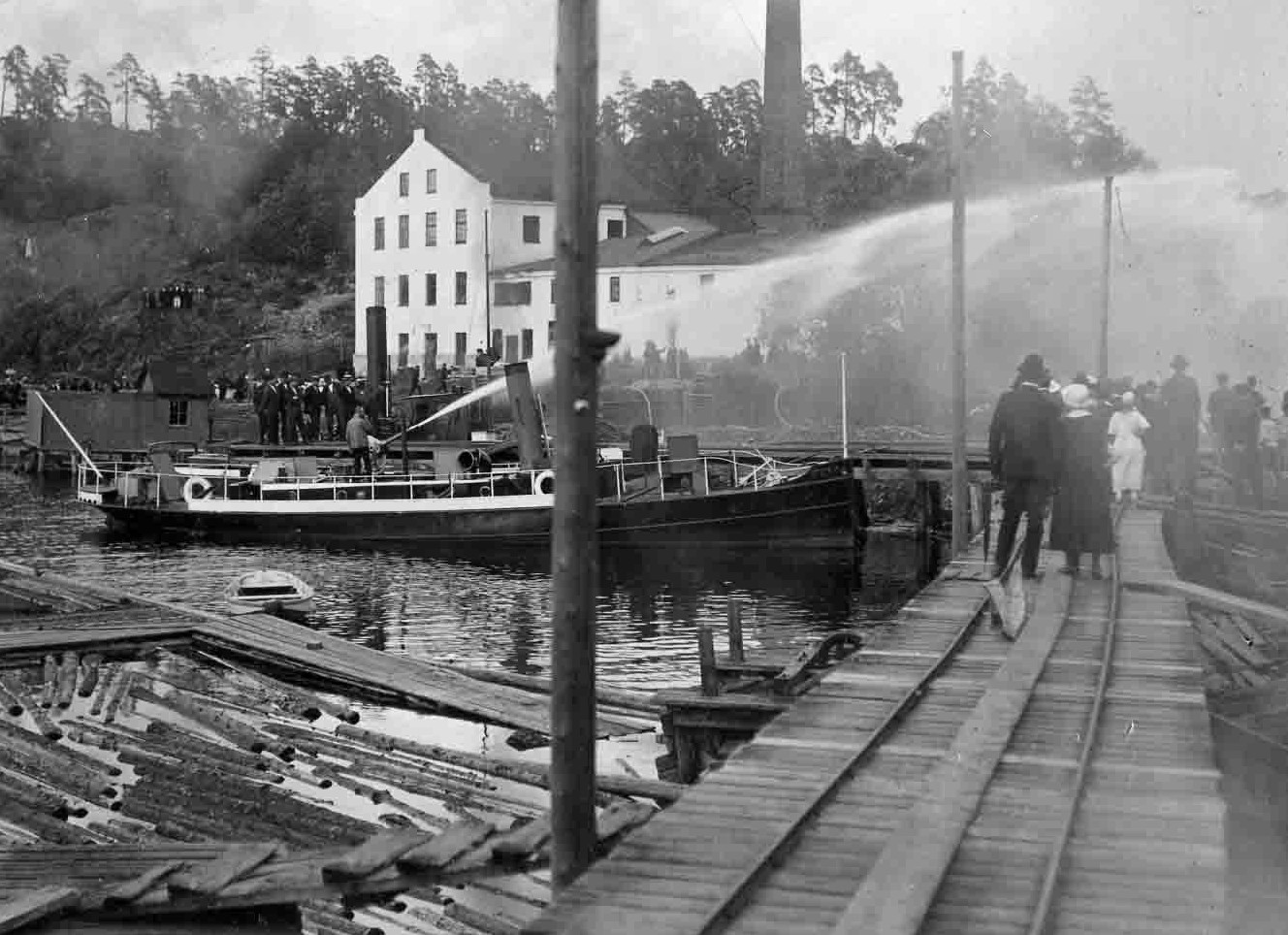
S:t Erik vid branden i Hägerstenshamnen den 20 juni 1920.

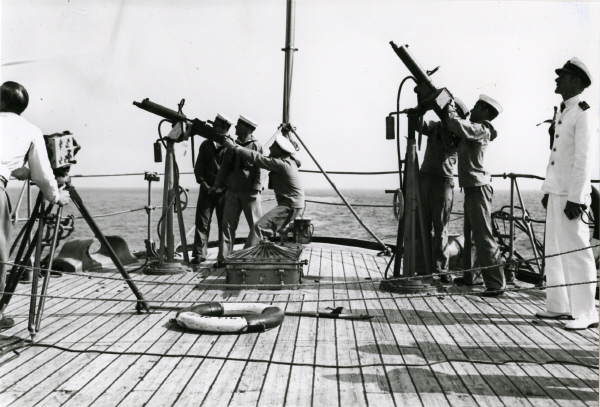
8 mm luftvärnskulspruta M/36 på pansarskeppet HMS Drottning Victoria

Den direkta anledningen för Stockholms brandförsvar att anskaffa ett släckningsfartyg, en så kallad sjöångspruta, var några stora bränder i staden, bland annat Eldkvarn 1878 och att man saknade effektiv släckningsutrustning från sjösidan. Beställningen på fartyget lades den 20 januari 1880 till Ljusne mekaniska verkstad med en kontrakterad summa om 25 000 kronor. Kostnaden övertogs av Stockholms stads brandförsäkringskontor som en gåva. I september samma år togs hon i tjänst under namnet S:t Erik.
Hon var vid sin tid världens modernaste flodspruta och kunde under ett första test nå med sina vattenkanoner upp till taket på  Grand Hôtel. På en minut kunde hon spruta 2 000 kannor (motsvarande 5 240 liter) vatten. Efter ett studiebesök av New Yorks brandförsvar beställdes tre liknande fartyg till USA. S:t Erik byggdes 18,94 meter lång, 4,10 meter bred och fick stålskrov. År 1890 gick systerfartyget sjöångsprutan Phoenix i tjänst. Även hon var en gåva av Stockholms stads brandförsäkringskontor.
I samband med Allmänna konst- och industriutställningen 1897 låg S:t Erik under beredskap vid kaj intill nybyggda Djurgårdens brandstation. Ett större släckningsarbete utfördes i Hägerstenshamnen den 20 juli 1920 tillsammans med systerfartyget Phoenix. Det brann i Hägerstens tegelbruk och i bostadshus i närbelägna Örnsberg. Brandskadorna på byggnaderna blev omfattande. Ibland lånades bara S:t Eriks utrustning, som vid branden på Torkel Knutssonsgatan 1906, där två slangledningar från sjöångsprutan sattes in vid brandbekämpningen.

## Fartygets vidare öden

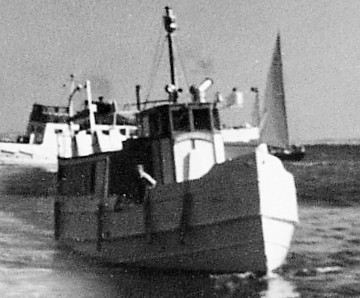
M/S Sotefjorden 1955.

År 1932 såldes S:t Erik till Maskinaffären Generator AB i Göteborg och 1934 vidare till Kungshamn där hon fick en ny huvudmaskin, en tändkulemotor på 80 hk av fabrikat Säffle Motorverkstad, blev ombyggd till passagerarfartyg och omdöpt till Sotefjorden. Därefter var hon i trafik i vattnen kring Sotenäset.
Från maj 1942 till augusti 1945 användas hon av Svenska marinen som bevakningsbåt vid spärren i Brofjorden. Då var hon målad i maringrå färg och bestyckad med en 8 mm luftvärnskulspruta M/36 på fördäcket. År 1949 såldes hon till Kungshamn för att gå i trafik på traden Kungshamn–Hållö. Där gick hon också för Abba AB (Abba Seafood) med att frakta tomma sardinburkar från fastlandet till fabriken på Smögen. År 1974 installerades nuvarande maskin, en Volvo Penta MD 100-B, om 195 hk (143 kW). Det följde en lång rad ägarbyten som förde henne bland annat tillbaka till Stockholm där hon 1989 döptes om till S:t Erik af Vaxholm och vidare till Oslo, där hon gick på räkkryssningar i Oslofjorden. År 2008 såldes hon till Sotefjorden Rederi, Smögen, där hon åter döptes till Sotefjorden. 
År 2011 förvärvade Grebys Rederi i Grebbestad henne, som utförde en omfattande renovering. Stockholms första sjöångspruta S:t Erik trafikerade den bohuslänska skärgården under namnet M/S Af Grebbestad  och nyttjades för bland annat charter- och räkkryssningar till år 2015 då hon såldes till Danmark. Hon är förtöjd i Christianshavn och används som restaurangfartyg  under namnet Christianshavnerfærgen sedan 2017.